# 节状毛蕨
节状毛蕨（学名：Cyclosorus articulatus）也称河池毛蕨、河边毛蕨、黑叶毛蕨、云南毛蕨，为金星蕨科毛蕨属下的一个种。
现接受名为Pronephrium articulatum (Houlston & Moore) Holttum, 1972。